# 前川黛也
前川 黛也（まえかわ だいや、1994年9月8日 - ）は、広島県広島市安芸区出身のプロサッカー選手。Jリーグ・ヴィッセル神戸所属。ポジションはゴールキーパー（GK）。日本代表。
父親は元サッカー日本代表の前川和也。

## 来歴
父の所属チームに伴い、広島と大分県で育ち、大分トリニータの下部組織を経て、中学からサンフレッチェ広島の下部組織に移籍。広島市立矢野中学校2年生まではフィールドプレイヤーで、身長は160cm台だったが、中学3年生になると身長が180cmに到達し、急激な体格の変化に成長痛などから来る怪我も併発して初めての大きな壁にぶつかり、GKに転向した。父は当時、サンフレッチェ常石サッカースクールのコーチとして、広島県福山市に単身赴任中で、オフで広島市の自宅に戻る毎週月曜日だけ、近所の公園で父からGKの猛特訓を受ける。
サンフレッチェユースには昇格ならず、広島県立広島皆実高等学校に進むが、怪我が多く、高校時代はレギュラーGKを掴めなかった。
2013年、唯一誘いをくれた関西大学サッカー部に入部。4年連続で全日本大学選抜に招集されるなど、世代屈指のGKと成長した。
2015年、セレッソ大阪に特別指定選手として登録された。
2017年より関西大学からヴィッセル神戸に加入。1年目ながら背番号1を背負ったが、韓国代表のキム・スンギュの存在もあり、シーズン通して試合に出場する事は無かった。
2018年シーズンもキムが正GKとして出場していたが、11月3日の名古屋グランパスエイト戦でスタメンに抜擢されJリーグデビューを果たした。試合前にはプライベートでも親交があり、シュート練習も一緒にする元ドイツ代表のルーカス・ポドルスキから「ミスしても楽しんでやれ。俺が点を取る」と声を掛けられ、実際にポドルスキが2得点を挙げ、2-1で名古屋に勝利している。この試合の活躍もあり、残りのリーグ戦3試合全てにスタメンとして出場した。シーズン終了後には、ドイツ2部のハンブルガーSVの練習に参加した。
2019年シーズンも、キムとのポジション争いとなったが、外国人枠の影響でキムが出場出来ない試合は、スタメンとして出場した。7月にキムが移籍するも、同時期に飯倉大樹が加入し、その飯倉が正GKの座に付いた事もあり、自身最多のリーグ戦8試合に出場するも、ベンチ入りのみの試合が多かった。
2020年シーズンは、新型コロナウイルスの影響による試合の過密日程で、飯倉が正GKを務めるものの徐々に試合出場を増やし、シーズン中盤からはレギュラーとして出場。11月から再開されたAFCチャンピオンズリーグでもレギュラーとして出場した。準決勝の蔚山現代FC戦では、試合を通してチームを救うセーブを何度も見せるも、延長後半終了間際に前川がペナルティエリア内で相手にファウルをしてPKで失点してしまうミスを犯してしまった。その得点により試合に敗れ、「敗因は僕のミス」と前川自身はnoteに綴ったが、大会を通してレギュラーとして活躍し、クラブ史上初出場の大会でベスト4に貢献した。
2021年シーズンは、飯倉の負傷もあって開幕スタメンを奪取すると、以降も好パフォーマンスを見せレギュラーに定着。飯倉復帰後もリーグ戦ではポジションを分け渡さなかったが、7月に次は自身が負傷してしまい離脱。その後は飯倉にポジションを再び譲った。
2022年シーズンは、ライバル飯倉が怪我で出遅れたこともあり、3年連続で開幕戦にスタメン出場した。その後ロティーナ体制ではレギュラーを完全に確保したものの、ロティーナが6月末に解任されると再び控えに回った。10月8日に行われたJ1第32節広島戦ではフリーキックの守備の場面で相手選手の膝が顔面から首筋かけて入るアクシデントに見舞われたが大事に至らずフル出場した。
2023年シーズンは、飯倉が横浜F・マリノスに移籍したのもあり、開幕からスタメン出場すると、一年間を通し、リーグ戦フルタイム出場。11月12日に行われたJ1第32節の浦和戦では、フリーキックからのクロスボールをキャッチし、前線に残っていた大迫へ送る好判断で、チームは劇的勝利を収めた。このゴールにより、前川は、Jリーグ初アシストを記録した。また、失点もリーグ3位の29失点に抑え、チームのJ1リーグ優勝に貢献した。シーズン終了後には、フェアプレー個人賞を受賞した。

### 代表
2021年3月18日、国際親善試合およびFIFAワールドカップ2022カタールアジア2次予選兼AFCアジアカップ中国2023予選モンゴル代表戦のメンバーとして日本代表に初選出された。親子二代での日本代表入りはJリーグ発足後初めて。
2023年11月16日、FIFAワールドカップ北中米アジア二次予選兼AFCアジアカップ2024予選ミャンマー代表戦で途中出場し、代表デビューを果たした。
2024年1月1日、AFCアジアカップ2024のメンバーに選出された。若手の鈴木彩艶の控えとして選出された。大会初戦から鈴木のパフォーマンスが安定しなかったこともあり、第2戦以降は前川をスタメンに推すメディアも多かったが、森保一監督が鈴木を起用し続けたため、出場はなかった。

## 所属クラブ
- 2003年 - 2005年 大分トリニータU-12[1]（大分市立明野西小学校）
- 2006年 サンフレッチェ広島F.Cジュニア（広島市立矢野西小学校）
- 2007年 - 2009年 サンフレッチェ広島F.Cジュニアユース[1]（広島市立矢野中学校）
- 2010年 - 2012年 広島県立広島皆実高等学校[1]
- 2013年 - 2016年 関西大学[1]
  - 2015年8月 - 同年12月 セレッソ大阪（特別指定選手）
- 2017年 -  ヴィッセル神戸

## 個人成績
| 国内大会個人成績 | 国内大会個人成績 | 国内大会個人成績 | 国内大会個人成績 | 国内大会個人成績 | 国内大会個人成績 | 国内大会個人成績 | 国内大会個人成績 | 国内大会個人成績 | 国内大会個人成績 | 国内大会個人成績 | 国内大会個人成績 |
| 年度             | クラブ           | 背番号           | リーグ           | リーグ戦         | リーグ戦         | リーグ杯         | リーグ杯         | オープン杯       | オープン杯       | 期間通算         | 期間通算         |
| 年度             | クラブ           | 背番号           | リーグ           | 出場             | 得点             | 出場             | 得点             | 出場             | 得点             | 出場             | 得点             |
| 日本             | 日本             | 日本             | 日本             | リーグ戦         | リーグ戦         | リーグ杯         | リーグ杯         | 天皇杯           | 天皇杯           | 期間通算         | 期間通算         |
| ---------------- | ---------------- | ---------------- | ---------------- | ---------------- | ---------------- | ---------------- | ---------------- | ---------------- | ---------------- | ---------------- | ---------------- |
| 2016             | 関西大           | 1                | -                | -                | -                | -                | -                | 1                | 0                | 1                | 0                |
| 2017             | 神戸             | 1                | J1               | 0                | 0                | 0                | 0                | 0                | 0                | 0                | 0                |
| 2018             | 神戸             | 1                | J1               | 4                | 0                | 7                | 0                | 1                | 0                | 12               | 0                |
| 2019             | 神戸             | 1                | J1               | 8                | 0                | 4                | 0                | 1                | 0                | 13               | 0                |
| 2020             | 神戸             | 1                | J1               | 15               | 0                | 0                | 0                | -                | -                | 15               | 0                |
| 2021             | 神戸             | 1                | J1               | 19               | 0                | 4                | 0                | 1                | 0                | 24               | 0                |
| 2022             | 神戸             | 1                | J1               | 18               | 0                | 1                | 0                | 0                | 0                | 19               | 0                |
| 2023             | 神戸             | 1                | J1               | 34               | 0                | 1                | 0                | 4                | 0                | 39               | 0                |
| 2024             | 神戸             | 1                | J1               | 37               | 0                | 0                | 0                | 1                | 0                | 38               | 0                |
| 通算             | 日本             | 日本             | J1               | 135              | 0                | 17               | 0                | 8                | 0                | 160              | 0                |
| 通算             | 日本             | 日本             | 他               | -                | -                | -                | -                | 1                | 0                | 1                | 0                |
| 総通算           | 総通算           | 総通算           | 総通算           | 135              | 0                | 17               | 0                | 9                | 0                | 161              | 0                |

| 国際大会個人成績 | 国際大会個人成績 | 国際大会個人成績 | 国際大会個人成績 | 国際大会個人成績 |
| 年度             | クラブ           | 背番号           | 出場             | 得点             |
| AFC              | AFC              | AFC              | ACL              | ACL              |
| ---------------- | ---------------- | ---------------- | ---------------- | ---------------- |
| 2020             | 神戸             | 1                | 5                | 0                |
| 2022             | 神戸             | 1                | 6                | 0                |
| 2024-25          | 神戸             | 1                | 6                | 0                |
| 通算             | AFC              | AFC              | 17               | 0                |

## タイトル

### クラブ
ヴィッセル神戸
- J1リーグ：2回（2023年、2024年）
- 天皇杯 JFA 全日本サッカー選手権大会：2回（2019年、2024年）
- FUJI XEROX SUPER CUP：1回 (2020年)

### 個人
ヴィッセル神戸
- フェアプレー個人賞（2023年）

## 代表歴

### 出場大会
- 全日本大学選抜
  - デンソーカップサッカー（2013年 - 2016年）
- ユニバーシアード日本代表
  - 2015年夏季ユニバーシアード（2015年）
- 日本代表
  - 2022 FIFAワールドカップ・アジア予選（2021年）
  - AFCアジアカップ2023 (2024年)
  - 2026 FIFAワールドカップ・アジア2次予選（2023年 - 2024年）

### 試合数
- 国際Aマッチ 2試合 0得点（2023年 - ）

| 日本代表 | 国際Aマッチ | 国際Aマッチ |
| 年       | 出場        | 得点        |
| -------- | ----------- | ----------- |
| 2023     | 1           | 0           |
| 2024     | 1           | 0           |
| 通算     | 2           | 0           |

### 出場
| No. | 開催日         | 開催都市 | スタジアム                 | 対戦相手   | 結果 | 監督   | 大会                                                               |
| --- | -------------- | -------- | -------------------------- | ---------- | ---- | ------ | ------------------------------------------------------------------ |
| 1.  | 2023年11月16日 | 吹田     | パナソニックスタジアム吹田 | ミャンマー | ○5-0 | 森保一 | 2026 FIFAワールドカップ・アジア2次予選兼AFCアジアカップ2027 (予選) |
| 2.  | 2024年6月6日   | ヤンゴン | トゥウンナ・スタジアム     | ミャンマー | ○5-0 | 森保一 | 2026 FIFAワールドカップ・アジア2次予選兼AFCアジアカップ2027 (予選) |